# 5511 Cloanthus
5511 Cloanthus (1988 TH1) là một thiên thể Troia của Sao Mộc, trong nhóm Troia, được phát hiện ngày 8 tháng 10 năm 1988 bởi Shoemaker, C. S. ở Palomar.